# Marcel Mettenhoven
Marcel Mettenhoven, né le 3 août 1891 à Auray où il est mort le 8 décembre 1979, est un peintre français.

## Biographie
Marcel Mettenhoven est né d'un père d'origine néerlandaise et d'une mère se rattachant à une vieille famille brestoise de cap-horniers. Son père Eugène, fabrique des meubles sculptés en bois.
Il fait ses études au collège Sainte-Barbe à Paris, puis au lycée Montaigne. 
Il s’inscrit à l'École Boulle où il choisit l'ébénisterie en matière principale. Mais l'état de santé de son père l'oblige à interrompre ses études en juillet 1910. 
Il part au service militaire puis, mobilisé pendant la Première Guerre mondiale, il est envoyé sur le front, en Champagne, où il est victime des gaz.
Marcel Mettenhoven devient peintre et s’aménage un atelier au 23, rue Gouvion Saint-Cyr dans le 17e arrondissement de Paris.
Il connaît une certaine notoriété dans les années 1920-1930. À cette époque, il participe à la vie artistique parisienne. Lors de ses expositions, son travail est reconnu par ses contemporains et il vend ses paysages bretons à un cercle de collectionneurs.
Il expose au Salon d'Hiver à partir de 1920 et jusqu'en 1937, et au Salon de la Société nationale des beaux-arts à partir de 1920.
Le salon de l'hôtel du Pavillon à Auray contenait plusieurs toiles de Mettenhoven.

## Œuvres dans les collections publiques
- Après les Vêpres, 1920, musée des beaux-arts de Quimper